# John Bell Hood

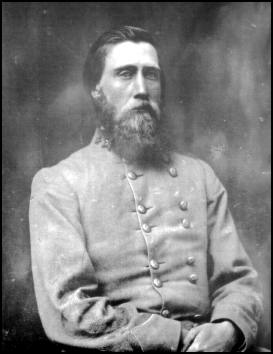
John Bell Hood

John Bell Hood (* 1. Juni 1831 in Owingsville, Bath County, Kentucky; † 30. August 1879 in New Orleans, Louisiana) war bis 1861 Offizier im US-Heer und danach General im konföderierten Heer.

## Leben
Hood war der Sohn des Arztes John W. Hood und Theodosia French Hood. Er war der Cousin des konföderierten Generals Gustavus Woodson Smith und Neffe des Kongressabgeordneten Richard French. Letzterer veranlasste die Berufung Hoods an die Militärakademie in West Point, New York, die er 1853 als 44. seines Jahrgangs abschloss. Zu seinen Jahrgangskameraden gehörten die späteren US-Generale James B. McPherson und John McAllister Schofield, sein Artillerieausbilder war George Henry Thomas. Hood wurde Leutnant im 4. US-Infanterieregiment und später zum 2. US-Kavallerieregiment in Texas – stellvertretender Regimentskommandeur Robert Edward Lee – versetzt.
Mit erst 33 Jahren wurde Hood jüngster General der Konföderation. Er war u. a. Teilnehmer an den folgenden Schlachten: Halbinsel-Feldzug, Sieben-Tage-Schlacht, Zweite Schlacht am Bull Run, Schlacht am Antietam, Fredericksburg, Gettysburg (hier wurde er am linken Arm verwundet, den er lebenslang nicht mehr bewegen konnte), Schlacht am Chickamauga (hier verlor er sein rechtes Bein, die Amputation überlebte er nur mit viel Glück), Atlanta-Feldzug. Hood galt als draufgängerischer, unvorsichtiger General, der die Offensive bevorzugte, und verantwortete Ende 1864 zwei besonders verlustreiche Niederlagen bei Franklin und Nashville. Die beiden letztgenannten Schlachten brachten ihm den Spitznamen Witwenmacher (Widow-Maker) ein.
Hood starb am 30. August 1879 vollkommen verarmt an Gelbfieber in New Orleans und hinterließ zehn Kinder.
Bis 2023 wurde der Militärstützpunkt Fort Cavazos in Texas als Fort Hood bezeichnet.

## Werke
- Advance and retreat. Personal experiences in the United States and Confederate States armies. Herausgegeben von G.T. Beauregard. Hood Orphan Memorial Fund, New Orleans 1880, LCCN 02-017888